# Journal of Agricultural Research
Journal of Agricultural Research (abreviado J. Agric. Res.) fue una revista con ilustraciones y descripciones botánicas que fue editada en Washington D. C.. Se publicaron 78 números desde  1913 hasta 1949 con el nombre de Journal of Agricultural Research. Department of Agriculture. 